# Urejanje prostora
Urejanje prostora je zavestno človekovo delovanje z namenom usmerjanja procesov v prostoru. Med drugim obsega načrtovanje, gradnjo, rabo, vzdrževanje in prenovo vseh sestavin prostora.
Veda, ki se ukvarja z načrtovanjem rabe prostora in razporeditvijo dejavnosti v prostoru, torej z usmerjanjem prostorskega razvoja, je prostorsko načrtovanje. Posledica ukrepov prostorskega načrtovanja je prostorski razvoj, prostorska ureditev pa je načrtovana razmestitev dejavnosti in objektov na določenem območju. Zaradi raznolikih družbenih, gospodarskih, prostorskih, okoljskih in političnih učinkov so v prostorsko načrtovanje praviloma vključni strokovnjaki zelo različnih strok.
Vendar pa urejanje in načrtovanje prostora nista samo strokovno vprašanje, ampak neposredno zadevata tudi javni interes in različne zasebne interese. Ena izmed nalog prostorskega načrtovanja je zato tudi usklajevanje različnih interesov glede prihodnjega prostorskega razvoja, zaradi česar skušajo prostorski načrtovalci v proces odločanja dejavno vključiti ne le strokovnjake, ampak vse bolj tudi različne javne, civilnodružbene in zasebne deležnike.
Z urejanjem mest se ukvarja urbanistično načrtovanje oziroma urbanizem, medtem ko se z urejanjem krajine ukvarja krajinsko načrtovanje. V tem primeru govorimo o urbanem razvoju oziroma razvoju krajine ter o urbanistični ureditvi oziroma krajinski ureditvi.
Urejanje prostora v Republiki Sloveniji pravno ureja Zakon o urejanju prostora /ZUreP-1/, ki obsega prostorsko načrtovanje, uveljavljanje ukrepov za izvajanje načrtovanih prostorskih ureditev, opremljanje zemljišč za gradnjo in vodenje sistema zbirk prostorskih podatkov.